# Coleophora meridionella
Coleophora meridionella is een vlinder uit de familie kokermotten (Coleophoridae). De wetenschappelijke naam is voor het eerst geldig gepubliceerd in 1912 door Rebel.
De soort komt voor in Europa.